# 東都筑站
東都筑站（日语：／ Higashitsuzuki eki */?）是位於靜岡縣濱松市濱名區三日町都筑1089番4號，天龍濱名湖鐵道的天龍濱名湖線車站。

## 歷史
- 1953年（昭和28年）7月8日 - 日本國有鐵道二俁線開設臨時停車場。
- 1955年（昭和30年）5月6日 - 升級成為車站。
- 1987年（昭和62年）3月15日 - 二俁線由天龍濱名湖鐵道接管，成為天龍濱名湖鐵道車站。

## 車站構造
車站是一座地面車站，設有1面1線的單式月台。此站是無人車站。
在月台上設有候車室。月台位於較高位置，沒有斜道。
車站廁所外觀是橘子形狀。

## 使用狀況
以下為近年1日平均乘車人次
| 乘車人次變化 | 乘車人次變化      |
| 年度         | 一日平均 乘車人次 |
| ------------ | ----------------- |
| 2008         | 50                |
| 2009         | 45                |
| 2010         | 42                |
| 2011         | 38                |
| 2012         | 56                |
| 2013         | 51                |
| 2014         | 45                |
| 2015         | 55                |
| 2016         | 39                |
| 2017         | 34                |
| 2018         | 35                |

## 車站周邊

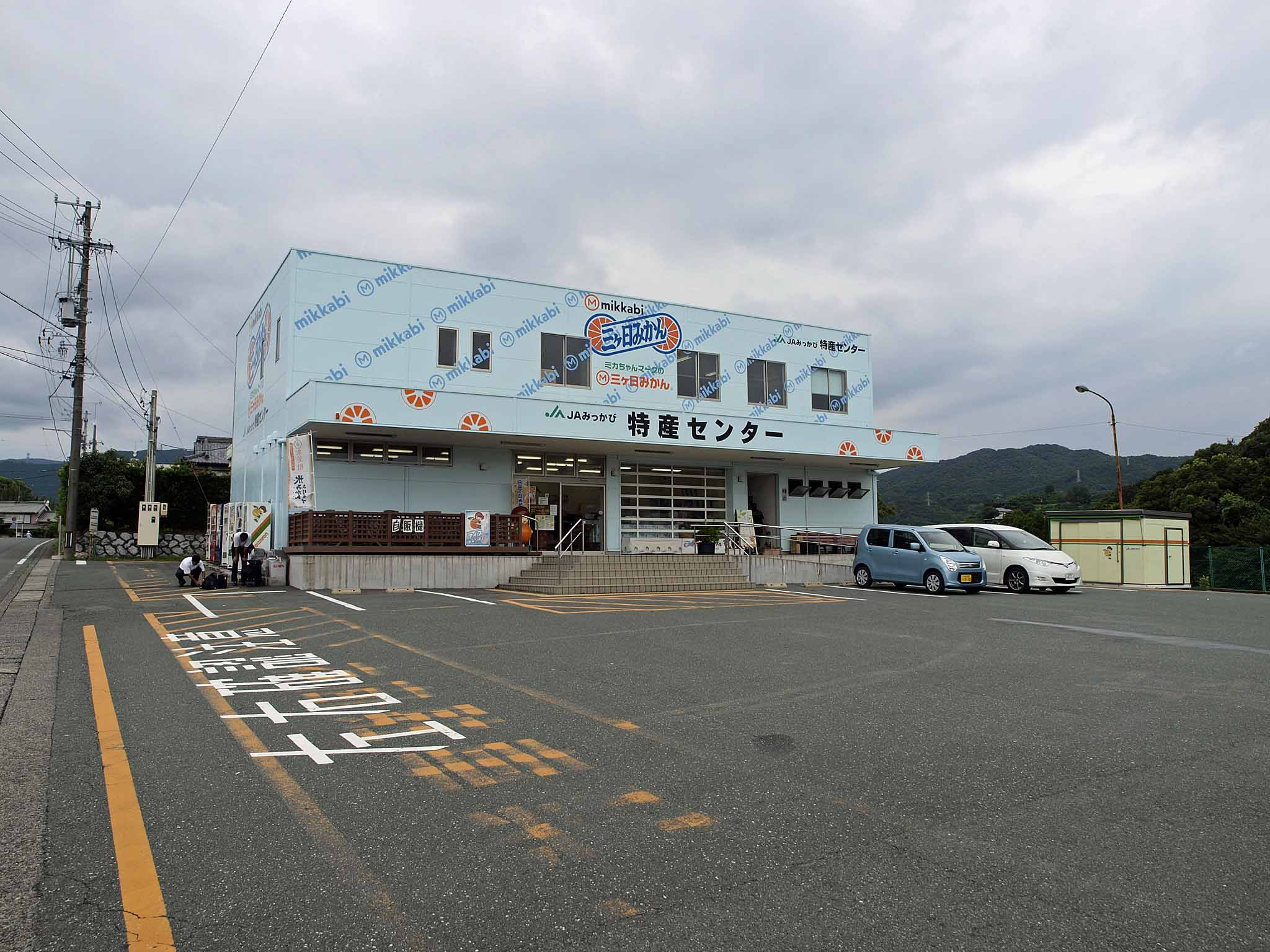
JA三日特產中心、JR巴士關東三日營業所

車站南邊和西南邊設有濱名湖畔保養設施和娛樂設施。此站是奧濱名湖觀光據點之一。另外，此站鄰近東名高速道路三日交匯處，因此設有高速巴士相區設施和工場。
- 觀光的士站
- 都筑郵局
- 三日凸版印刷
- 東海塑料三日工場
- 千代田家具三日店
- 濱名湖醫院
- 遠鐵巴士（日语：遠鉄バス）東都筑巴士站
- 豐田汽車全球研修所
- 豐田汽車三日研修所
- JA三日（日语：JAみっかび）特產中心
- JR巴士關東東京分店（日语：ジェイアールバス関東東京支店）三日營業所
- 西日本JR巴士宿舍
- 三日青年之家
- Wellness濱名湖
- 簡保之宿濱名湖三日
- 東急陽光公園

## 相鄰車站
天龍濱名湖鐵道
天龍濱名湖線
濱名湖佐久米－東都筑－都筑

## 注腳
1. ↑  濱松市統計書

## 外部連結
- 東都筑站 （页面存档备份，存于）（日語） - 天龍濱名湖鐵道株式會社